# Euplexaura pinnata
Euplexaura pinnata is een zachte koraalsoort uit de familie Plexauridae. De koraalsoort komt uit het geslacht Euplexaura. Euplexaura pinnata werd in 1889 voor het eerst wetenschappelijk beschreven door Wright & Studer. 